# Јажићи
Јажићи су насељено мјесто у општини Калиновик, Република Српска, БиХ. Према попису становништва из 1991. у насељу је живјело 114 становника. Према попису становништва из 2013. у насељу је живјело 89 становника. Кроз село пролази пут Добро Поље-Калиновик.

## Географија
Кроз Јажиће протиче истоимени поток. Село се налази под планином Трескавицом.

## Историја
Јажиће су у јулу 1941. године били запалили Италијани и усташе.

## Становништво
Према попису становништва из 1991. године, мјесто је имало 114 становника.
| Националност       | 1991. |
| Срби               | 108   |
| Хрвати             | 2     |
| остали и непознато | 4     |
| укупно             | 114   |

| Демографија | Демографија | Демографија |
| Година      | Становника  | Становника  |
| ----------- | ----------- | ----------- |
| 1961.       | 207         |             |
| 1971.       | 178         |             |
| 1981.       | 147         |             |
| 1991.       | 114         |             |
| 2013.       | 89          |             |